# Grande Aral
Il Grande Aral è un bacino lacustre provocato dal graduale prosciugamento del Lago d'Aral.
Esso si è sviluppato nel sud del Lago nell'attuale confine tra Uzbekistan e Kazakistan. Nel tempo il Grande Aral si è suddiviso in altri tre laghi a causa del graduale abbassamente del livello delle acque (che ha provocato un aumento della superficie dell'isola di Vozroždenie) e nel 2011 il bacino più orientale si è prosciugato.